# Norska filminstitutet
Norska filminstitutet (norska: Norsk filminstitutt) (NFI) är en i Norge statlig institution som har till uppgift att bevara och restaurera norsk film, distribuera och visa film, profilera och informera om film i Norge samt profilera norsk film internationellt. NFI upprättades 1955 och är underställt Kultur- og kirkedepartementet.
1 april 2008 slogs Norsk filmfond, Norsk filmutvikling och Norsk filmkommisjon ihop med det tidigare Norsk filminstitutt till ett nytt NFI.